# Indiana Farmers Coliseum
Das Indiana Farmers Coliseum ist eine Mehrzweckhalle in der US-amerikanischen Stadt Indianapolis im Bundesstaat Indiana. Der Bau liegt auf dem Gelände des Indiana State Fairgrounds & Event Center. Dort findet jährlich die Indiana State Fair statt. Sie war unter anderem von 1967 bis 1974 die Heimspielstätte des Basketball-Franchises der Indiana Pacers (National Basketball Association), als sie in der American Basketball Association spielten. Sie feierten drei ABA-Meisterschaften (1970, 1972, 1973) in der Sportarena. 1974 zogen die Pacers in die neue Market Square Arena um.

## Geschichte
Eröffnet wurde die Halle im August 1939. Das Coliseum wurde ursprünglich als Viehhalle erbaut. Sie war Teil der Works Progress Administration im Rahmen des New Deal von Präsident Franklin D. Roosevelt. Jährlich finden rund 150 Veranstaltungen im Coliseum mit über einer Million Besuchern statt. Neben der Eishockeymannschaft der Indy Fuel (Farmteam der Chicago Blackhawks) aus der ECHL, den College-Basketballern der IUPUI Jaguars (NCAA) und die Roller-Derby-Liga Naptown Roller Derby der WFTDA finden Konzerte, Familien-, Stand-up-Comedy- und Eisshows, Messen, Ausstellungen und andere Veranstaltungen statt. 1964 gaben die Beatles im Indiana State Fairgrounds Coliseum ein Konzert.
Am 31. Oktober 1963 kam es zu einem Unglück. Bei der mit 4327 Zuschauern am Eröffnungsabend besuchten Eisrevue Holiday on Ice kam es durch ein defektes Ventil gegen 23:00 Uhr zu einer Propangas-Explosion. Mit dem Gas wurde vorproduziertes Popcorn warmgehalten. Minuten später folgte durch die Hitze und die einströmende Luft in das Vakuum in der Halle eine weitere Explosion. Durch die Explosionen kamen insgesamt 74 Menschen ums Leben und 400 weitere wurden verletzt. 65 Menschen wurden an diesem Abend getötet und acht weitere starben in den darauffolgenden Tagen und Wochen. Das 74. Opfer starb am 7. Februar 1964. Da man die große Zahl der Opfer nicht unterbringen konnte, diente das Coliseum mit der Eisfläche als vorübergehende Leichenhalle. Es wurde Klagen gegen mehrere Verantwortlichen erhoben. Doch nur Edward J. Franger, Präsident der Discount Gas Corp. wurde der Körperverletzung für schuldig befunden. Das Urteil wurde später vom Indiana Supreme Court aufgehoben. Die Opfer und Hinterbliebenen erhielten in Vergleichen 4,6 Mio. US-Dollar. Eine Plakette mit den Namen der Opfer wurde in der Lobby der Halle angebracht.
2008 kehrten die Indiana Pacers zu einem Testspiel in der Preseason in das Coliseum gegen die New Orleans Hornets zurück. Vor 7439 Zuschauern siegten die Pacers mit 105:71.
Am 26. Oktober 2012 gab es eine Lights Out Ceremony zur vorübergehenden Schließung des damaligen Pepsi Coliseum wegen Renovierungsarbeiten. Nach rund eineinhalb Jahren konnte am 24. April 2014 die modernisierte Arena wieder für das Publikum geöffnet werden. Der damalige Gouverneur von Indiana, Mike Pence, durchschnitt symbolisch das Band. Das Coliseum erhielt u. a. einen Oberrang, einen neuen Videowürfel, eine neue Beschallungsanlage und 4800 neue Sitzplätze. Die Kosten für die Arbeiten an der Halle beliefen sich auf 53 Mio. US-Dollar. Die weiteren zehn Mio. US-Dollar flossen in eine Halle für die Jugend. Es wurden keine Steuergelder für die Sanierung ausgegeben.
Im Dezember 2014 wurde der Versicherer Indiana Farmers Mutual Insurance Company neuer Namenssponsor des Coliseum. Es wurde in Indiana Farmers Coliseum umbenannt. Der Vertrag hat eine Laufzeit über zehn Jahre.
In seinem Präsidentschaftswahlkampf trat Donald Trump am 27. April 2016 zu einer Veranstaltung im Indiana Farmers Coliseum auf.
Am 13. April 2021 gaben die Indiana Fever aus der Women’s National Basketball Association bekannt, dass sie nach vier Partien im Bankers Life Fieldhouse ihre letzten 12 Saisonheimspiele im Indiana Farmers Coliseum austragen werden. Der Grund ist die Renovierung des Bankers Life Fieldhouse.
In den Wintermonaten wird in der Halle öffentliches Eislaufen angeboten.

## Galerie

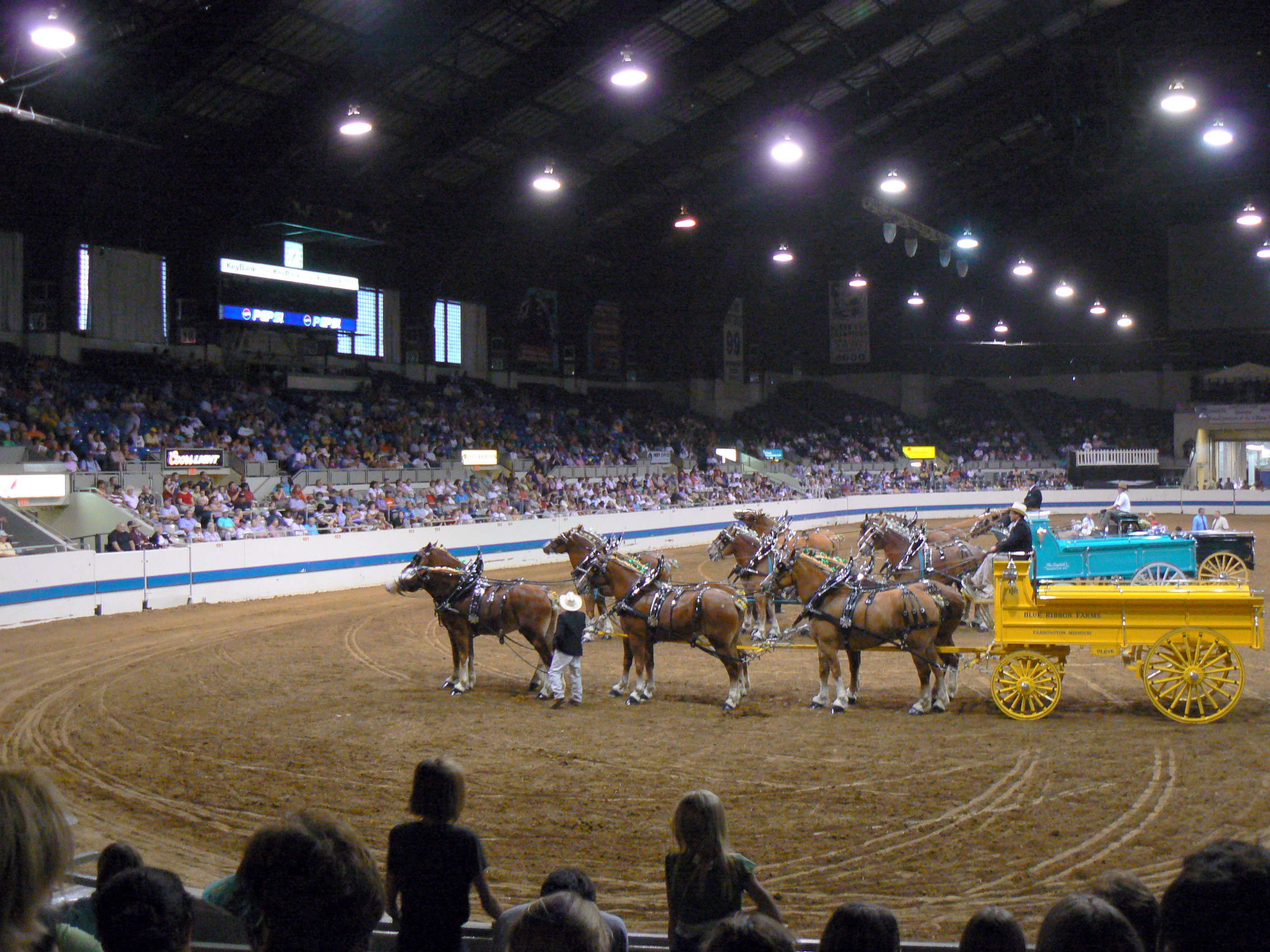
Zugpferde in der Halle bei der Indiana State Fair 2007
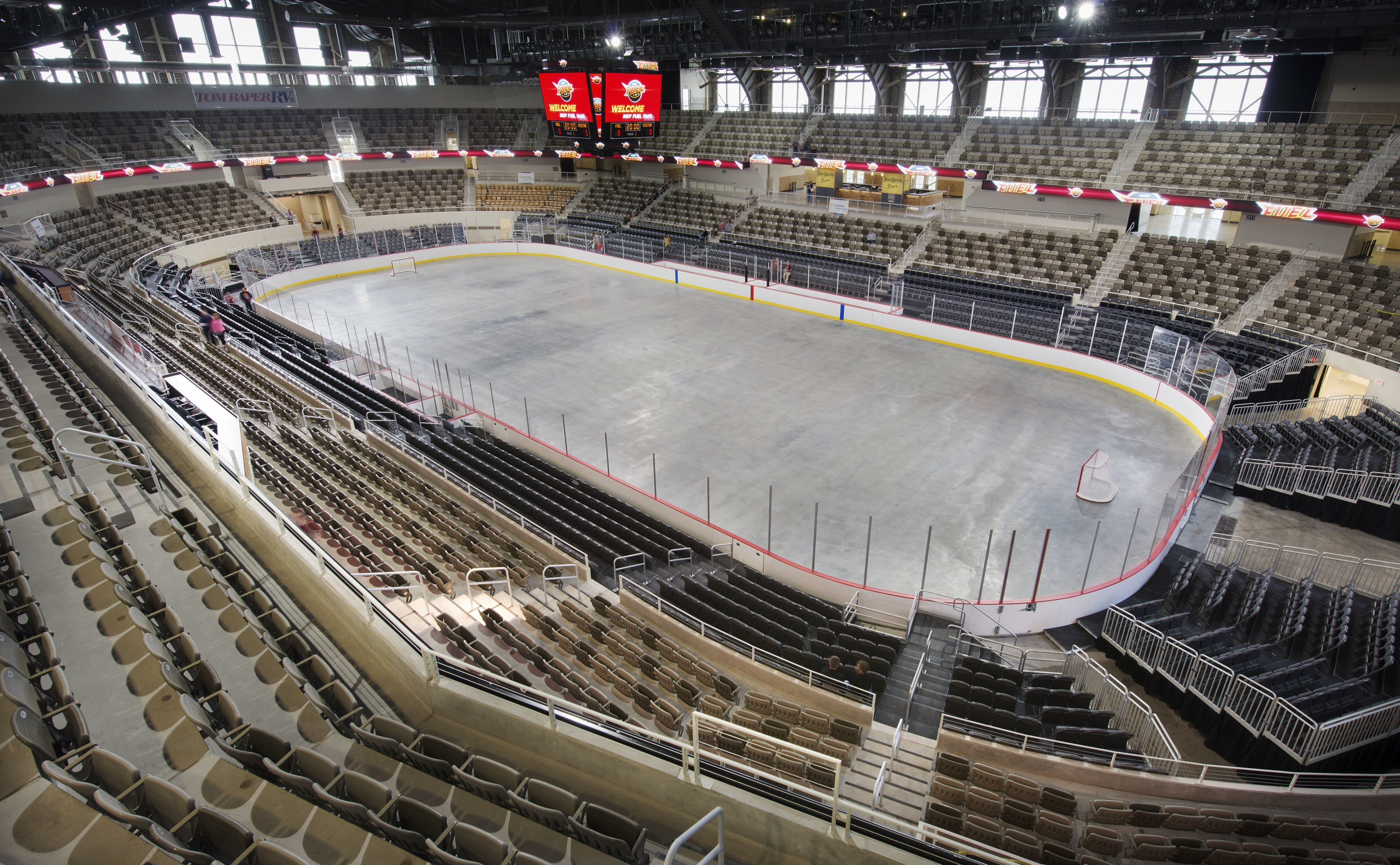
Das Coliseum mit Eisfläche nach der Renovierung (Mai 2014)
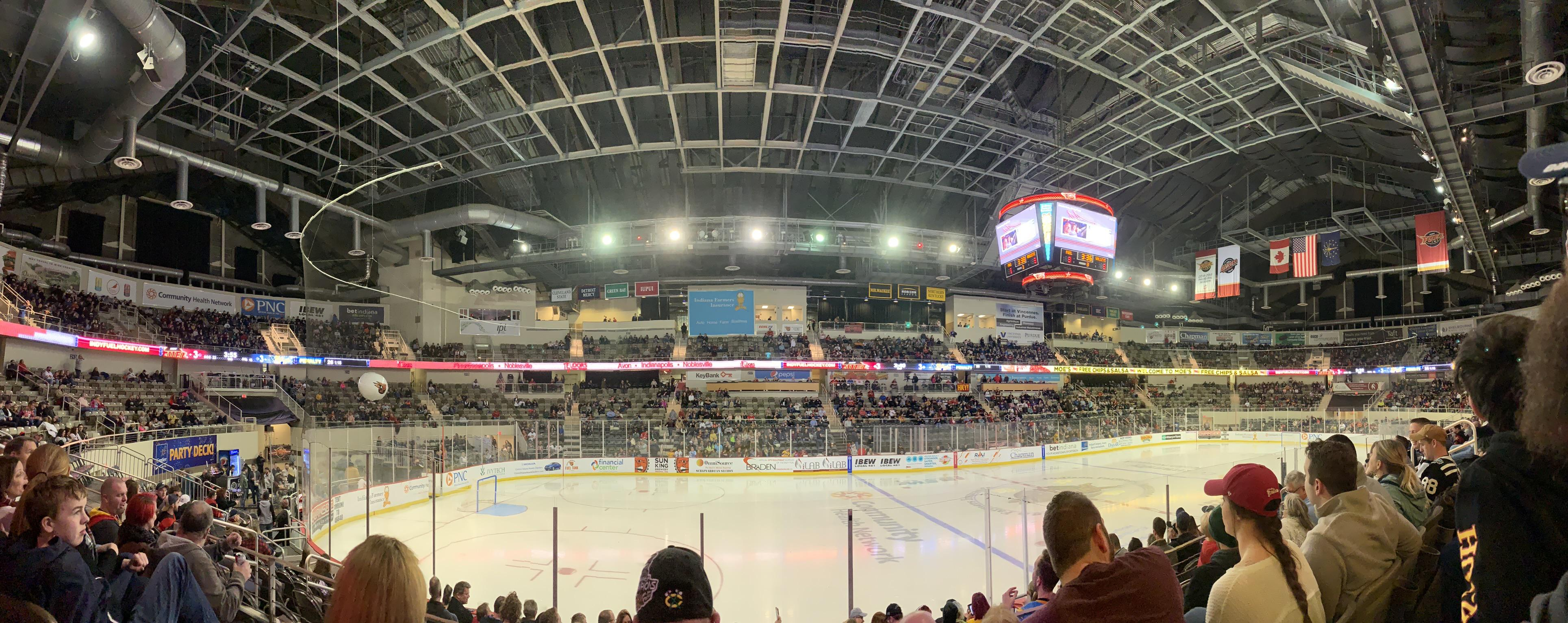
Spiel der ECHL zwischen Indy Fuel und den Toledo Walleye am 6. März 2020